# Gabriel Merz
Gabriel Merz (* 3. Juni 1971 in Stuttgart) ist ein deutscher Schauspieler und Drehbuchautor.

## Leben
Merz wuchs in Freiburg und Stuttgart auf. Nach dem Abitur besuchte er zwischen 1992 und 1995 diverse Schauspielschulen und wurde schließlich am Landestheater Schleswig-Holstein engagiert. Nach einer Phase des Theaterspielens wurde er fürs Fernsehen entdeckt und ist vor allem durch die Serien Aus gutem Haus, SOKO Leipzig, Rote Rosen und Der Lehrer bekannt.
Während der 2006 ausgestrahlten Folgen beendete Merz seine Mitarbeit in der ZDF-Krimiserie SOKO Leipzig nach 96 Folgen. Er gründete die Filmproduktionsfirma DreamCatcherFilm GmbH, mit der er vor allem Drehbücher entwickelt.
Er wurde ausgebildet im Schauspiel (Theaterverein 1990, Spielstatt Ulm, Falkenbergschule München, John Costopolous, Larry Moss, Frank Betzelt, Sigrid Andersson), 2005–2006 in Regie in der Filmarche Berlin, erhielt 2007 eine Fortbildung zum Creative Producer und studierte 2007–2008 Drehbuch bei Wolfgang Pfeiffer, Cunningham/Schlesinger.

## Filmografie (Auswahl)
als Schauspieler
- 1998: First Love – Die große Liebe (Fernsehserie, Folge Auf dem Abflug)
- 1998: Annas Fluch
- 1998: Flanell No. 5 (Kurzfilm)
- 1998: Achmed und Julia (Kurzfilm)
- 1999: Kiss Me! (Kino)
- 1999: SOKO München (Fernsehserie, Folge Argentinische Verlobung)
- 2000: Ben & Maria – Liebe auf den zweiten Blick
- 2000–2006: Aus gutem Haus (Fernsehserie, 20 Folgen)
- 2001: Das sündige Mädchen
- 2001–2006: SOKO Leipzig (Fernsehserie, 97 Folgen als Kommissar Alvarez)
- 2002: Im Namen des Gesetzes (Fernsehserie, Folge Brautraub)
- 2002: Abschnitt 40 (Fernsehserie, Folge Samstagskisten)
- 2006, 2009: Die Rosenheim-Cops (Fernsehserie, verschiedene Rollen, 2 Folgen)
- 2007–2019: Alarm für Cobra 11 – Die Autobahnpolizei (Fernsehserie, verschiedene Rollen, 3 Folgen)
- 2007: Großstadtrevier (Fernsehserie, Folge Von Monstern und Mördern)
- 2009: Viva Europa (Kino)
- 2009: In aller Freundschaft (Fernsehserie, Folge 434: Selbstlos)
- 2009–2013: Rote Rosen (Fernsehserie, Hauptrolle)
- 2010–2013: Küstenwache (Fernsehserie, verschiedene Rollen, 2 Folgen)
- 2010: Countdown – Die Jagd beginnt (Fernsehserie, Folge Feuerteufel)
- 2010: Revision-Apocalypse II (Kino)
- 2012: Ein Fall für zwei (Fernsehserie, Folge Eine Million in kleinen Scheinen)
- 2013: Alles Klara (Fernsehserie, Folge Schachmatt)
- 2014, 2018: SOKO Köln (Fernsehserie, verschiedene Rollen, 2 Folgen)
- 2015: Kommissar Marthaler – Engel des Todes (Fernsehreihe)
- 2015: Dr. Klein (Fernsehserie, Folge Bedürfnisse)
- 2015, 2018: SOKO Wismar (Fernsehserie, verschiedene Rollen, 2 Folgen)
- 2015: Mila (Fernsehserie, eine Folge)
- 2016: SOKO Leipzig (Fernsehserie, Folge Toter Mann)
- 2016–2019: Der Lehrer (Fernsehserie, 35 Folgen)
- 2016: Akte Ex (Fernsehserie, Folge Zum Sterben schön)
- 2016: Triple Ex (Fernsehserie, Folge Wer ist eigentlich Paul?)
- 2016: Leichtmatrosen – Drei Mann in einem Boot
- 2017, 2021: SOKO Stuttgart (Fernsehserie, Folgen Ein ehrenwertes Haus, Tödlicher Sog)
- 2018–2019: Alles oder nichts (Fernsehserie, 98 Folgen)
- 2019: Rosamunde Pilcher – Morgens stürmisch, abends Liebe (Fernsehreihe)
- 2019: Gute Zeiten, schlechte Zeiten (Fernsehserie, 8 Folgen)
- 2020: Schwester, Schwester – Hier liegen sie richtig! (Fernsehserie, Folge Praxis Doktor Schlauchboot)
- 2020: Der Bergdoktor (2008) (Fernsehserie)
- 2020: SOKO Stuttgart (Fernsehserie)
- 2020: Carpool (Fernsehserie Pilot Amazon Prime)
- 2021: Better half (Kinofilm-Kurzfilm)
- 2022: Roland Kaiser (Musikvideo)
- 2022: LOVE am Ende zählst du  (Kinofilm)
- 2023:  Staub  (Kinofilm-Kurzfilm)
- 2023: Das Küstenrevier (Fernsehserie)

Drehbuch
- 2016–2024: SOKO Leipzig (Fernsehserie, 10 Folgen)

## Synchron (Auswahl)
- 2015: Smosh: The Movie – Elisha Yaffe als Autofahrer
- 2017: 6 Days – Ben Turner als Salim
- 2017: Teen Wolf – Casey Deidrick als Halwyn
- 2018: You – Du wirst mich lieben (Netflixserie) – Cameron Radice als Travis
- 2020–2024: Harley Quinn (Animationsserie) – James Adomian als Bane
- 2023: The Mandalorian (Fernsehserie) – Max Lloyd-Jones als Lieutenant Reed

## Theater
- 1996: Uhrwerk Orange (Alex), Landestheater Flensburg
- 1996: Frühlingserwachen (Moritz), Landestheater Flensburg
- 1997–1998: Zwillingsbrut (Roger), Teamtheater Tankstelle
- 1998: Die Zwiefachen (Gregor), Kammerspiele München
- 2006: Kein Job für Sünder (Jim), Komödie Düsseldorf
- 2007: Kein Job für Sünder (Jim), Tournee
- 2009: Scene Bites Vol.01 „Danny and The Deep Blue Sea|the deep blue sea“ (Danny) Heimathafen Neukölln
- 2012: Figaros Hochzeit (Figaro), Versionale Trier
- 2012: Scene Bites Vol.02 (Taxi) Heimathafen Neukölln